# Roš
Roš je priimek več znanih Slovencev:
- Ana Roš (*1972), kuharska mojstrica
- Ferdinand Roš (1847—1923), trboveljski župan
- Fran Roš (1898—1976), pisatelj, pesnik in dramatik
- Boštjan Roš (1839—1917), železniški gradbeni strokovnjak in podjetnik
- Katja Roš (*1946), novinarka
- Miha Roš (1808—1885), politik (trboveljski oberrihtar)
- Milenko Roš (*1947), kemik, ekološki tehnolog, univ. profesor
- Milivoj Miki Roš (*1959), pisatelj, igralec, scenarist, režiser
- Miloš Roš (1881—1953), učitelj, kulturnoprosvetni delavec
- Mirko Roš (1879—1962), gradbenik, strokovnjak za preizkušanje materialov in konstrukcij, profesor VTŠ
- Ota Širca Roš (*1979), radijska moderatorka in TV-voditeljica
- Urška Roš (*1981), plavalka

## Glej še
- priimke Rošar, Roškar, Rošker, Rošer, Rošelj
- priimek Rot
- priimke Rožnik, Rožanc, Rožman